# Juliaverzameling

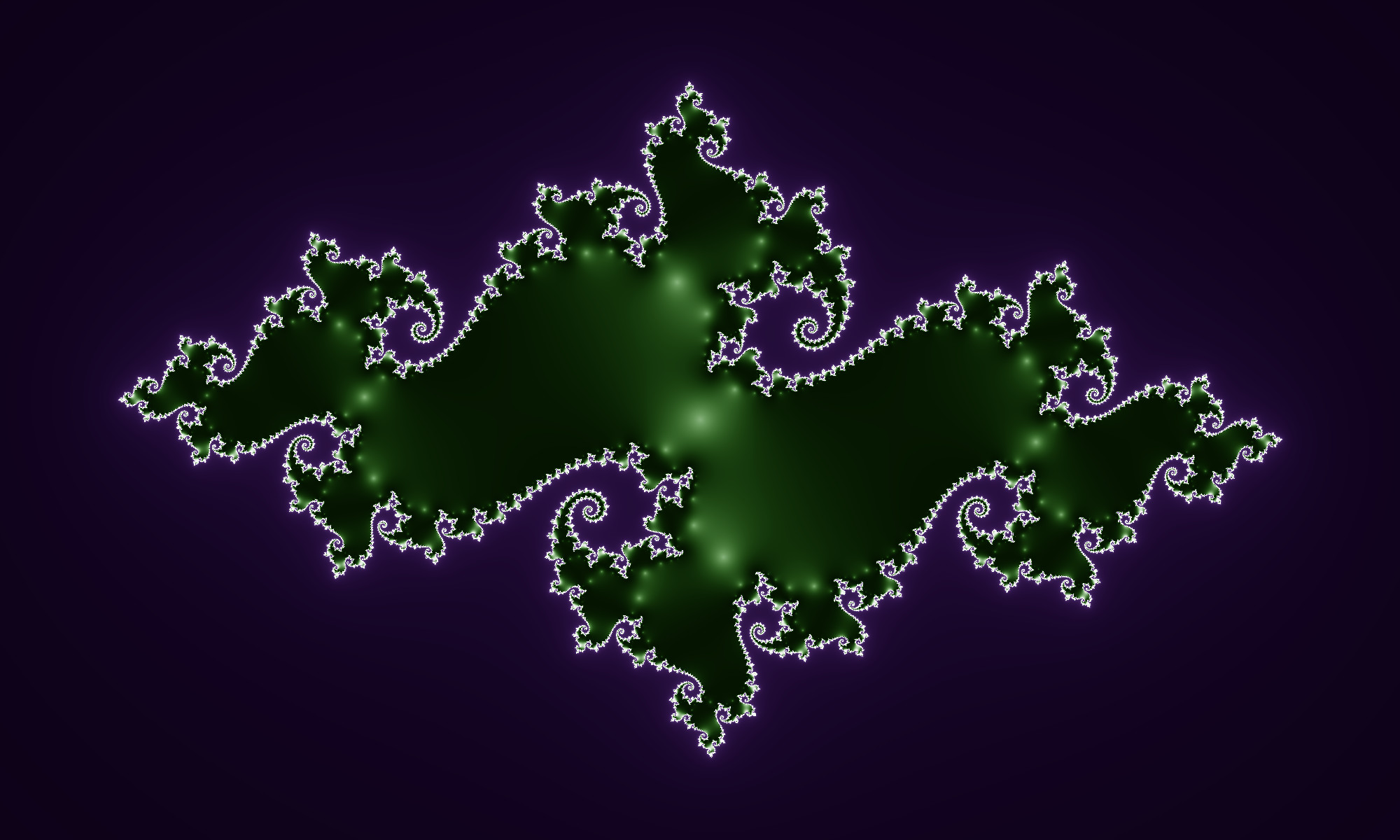
Juliaverzameling van een tweedegraadpolynoom

De juliaverzameling van een holomorfe- of meromorfe functie is een deelverzameling van het complexe vlak die uit de punten bestaat, waarvoor iteratie van de functie, dat wil zeggen herhaalde toepassing, instabiel is. Het complement van de juliaverzameling heet de fatouverzameling. De verzamelingen werden voor het eerst beschreven door Gaston Julia en Pierre Fatou.
Door iteratie van de functie {\displaystyle f} in het punt {\displaystyle z} ontstaat de rij:
{\displaystyle z,\ f(z),\ f(f(z)),\ f(f(f(z))),\,\ldots }
Het gedrag van deze rij kan voor verschillende startwaarden {\displaystyle z} heel verschillend zijn. Een kleine verstoring in de startwaarde
- kan van weinig invloed zijn op de rij, er ontstaat een nauwelijks afwijkende rij. Als dynamisch systeem opgevat kunnen we zeggen dat het systeem stabiel is: de startwaarde behoort tot de fatouverzameling.
- kan, al is deze nog zo klein, leiden tot een volledig ander gedrag van de rij. Als dynamisch systeem opgevat is de rij instabiel en hangt het gedrag chaotisch af van de startwaarde: de startwaarde behoort tot de juliaverzameling.

Behalve dat in de berekening van de punten die element van een juliaverzameling zijn een herhaling voorkomt, komt in de vorm van de juliaverzameling ook een herhaling voor. De juliaverzameling is een fractal.

## Kwadratische functies
Een complex dynamisch systeem wordt veroorzaakt door complexe kwadratische functies, een speciaal geval van rationale functies. Dergelijke kwadratische functies kunnen worden uitgedrukt als
{\displaystyle f_{c}(z)=z^{2}+c}
waarin {\displaystyle c} een complexe parameter is.

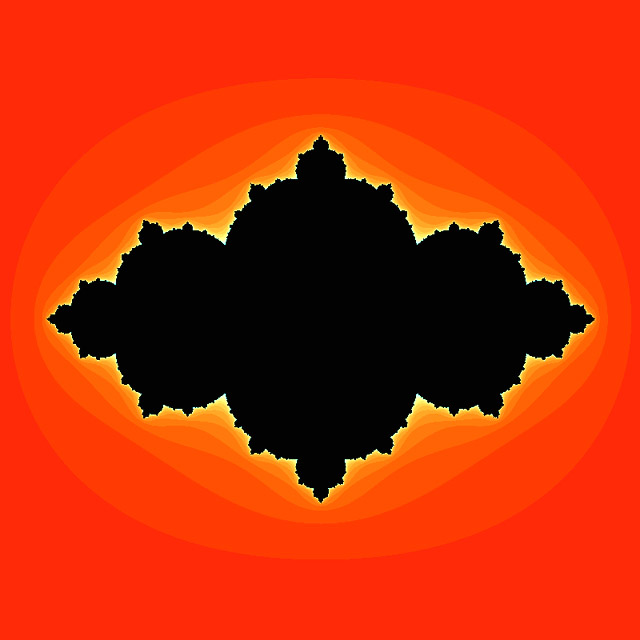
Juliaverzameling voor {\displaystyle c=1-\varphi } waarin {\displaystyle \varphi } het gulden getal is
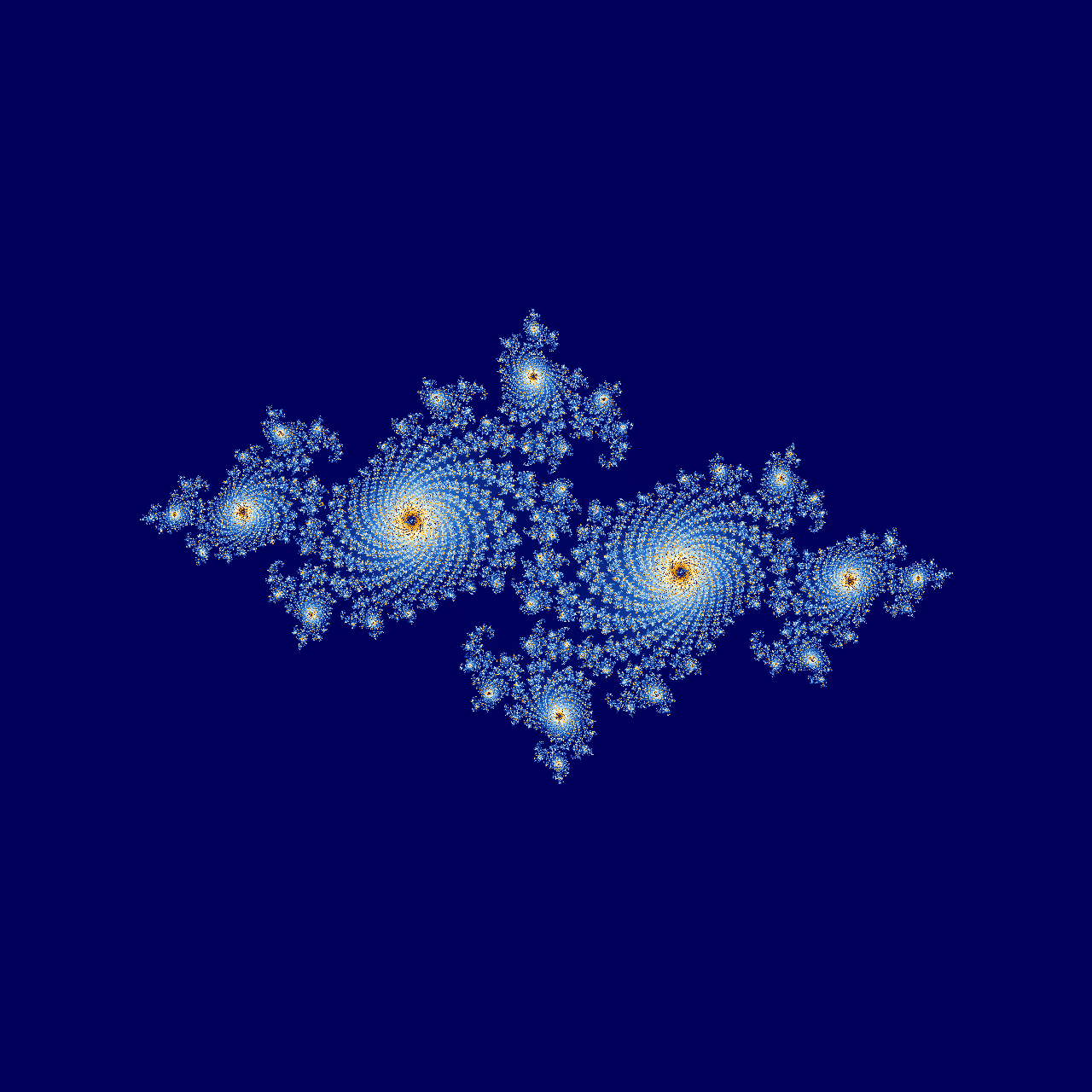
Juliaverzameling voor {\displaystyle c=-0{,}7269+0{,}1889i}
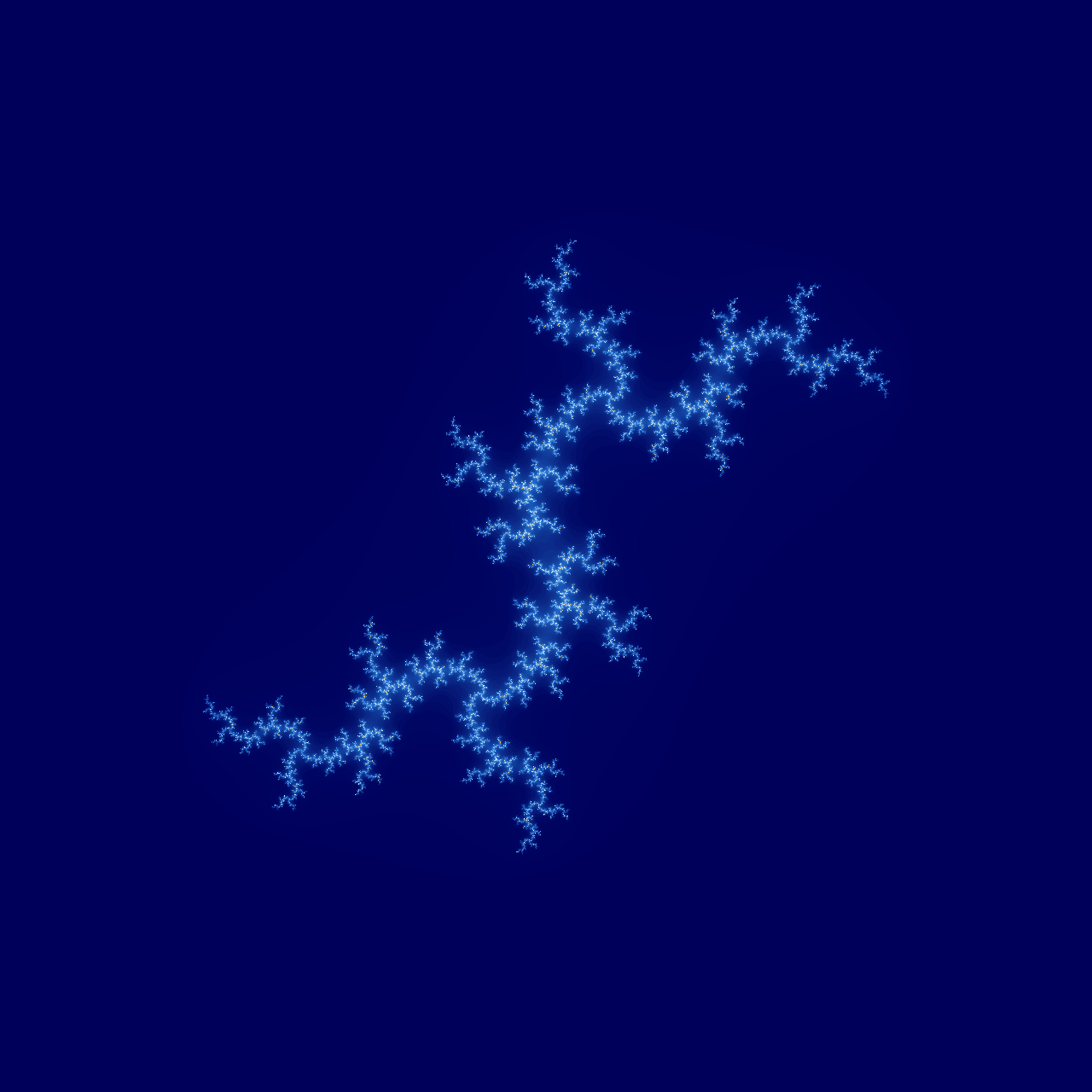
Juliaverzameling voor {\displaystyle c=-0{,}8i}

## Voorbeelden

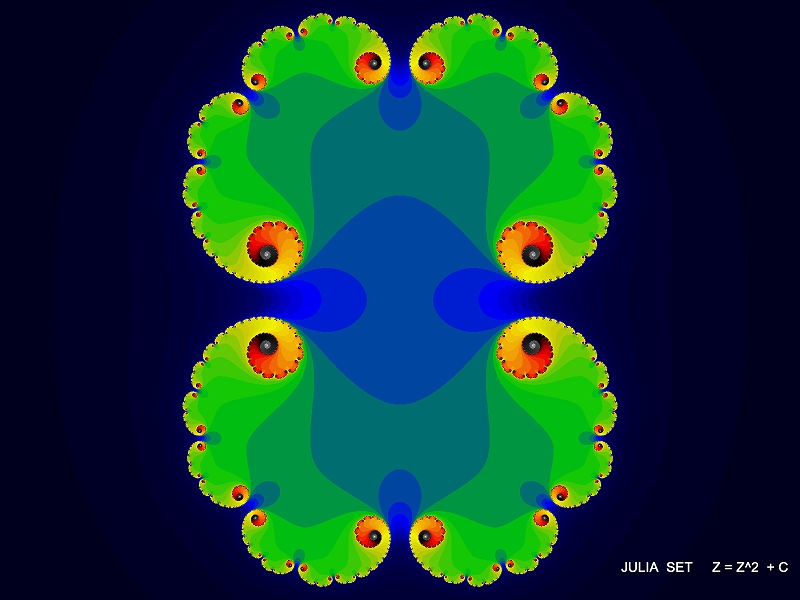
f(z) = z2 + 0,279
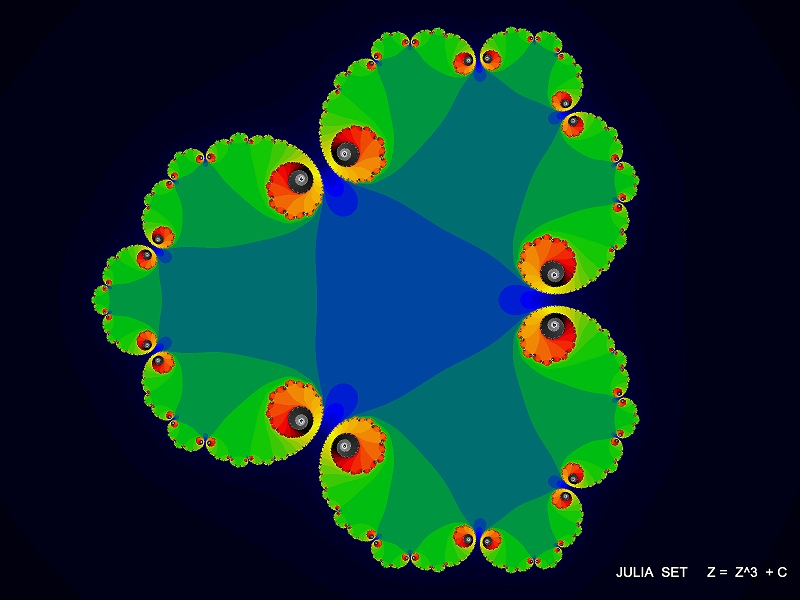
f(z) = z3 + 0,400
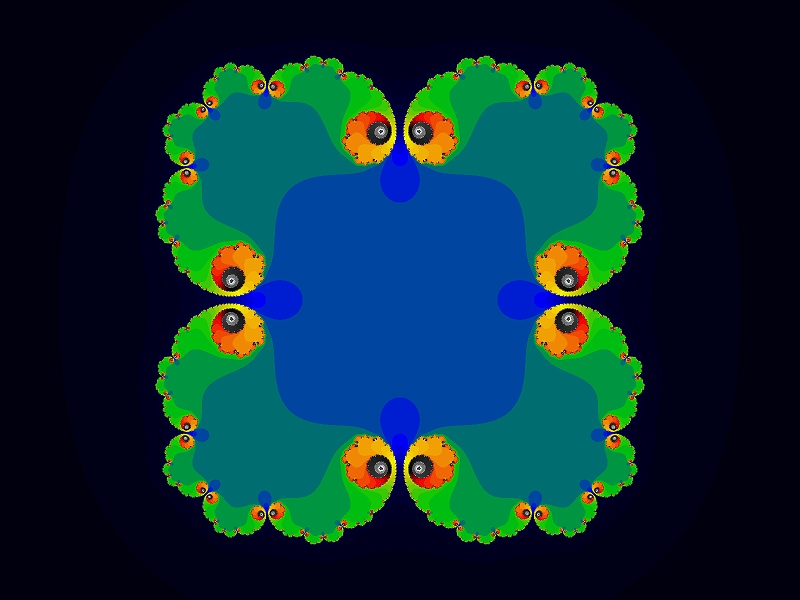
f(z) = z4 + 0,484
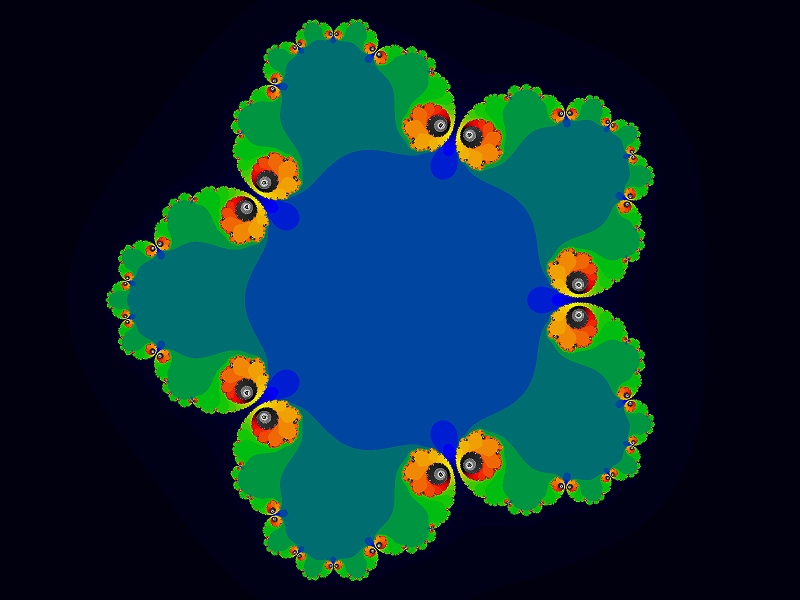
f(z) = z5 + 0,544
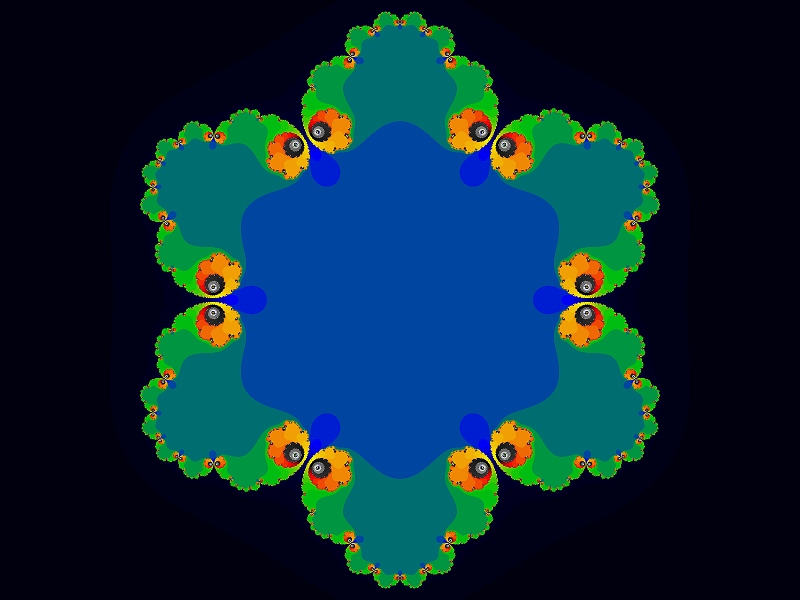
f(z) = z6 + 0,590
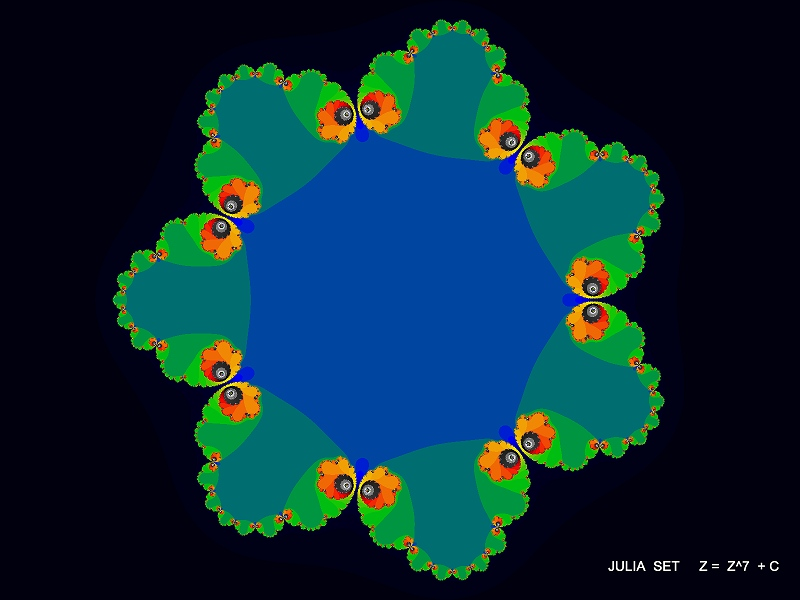
f(z) = z7 + 0,626
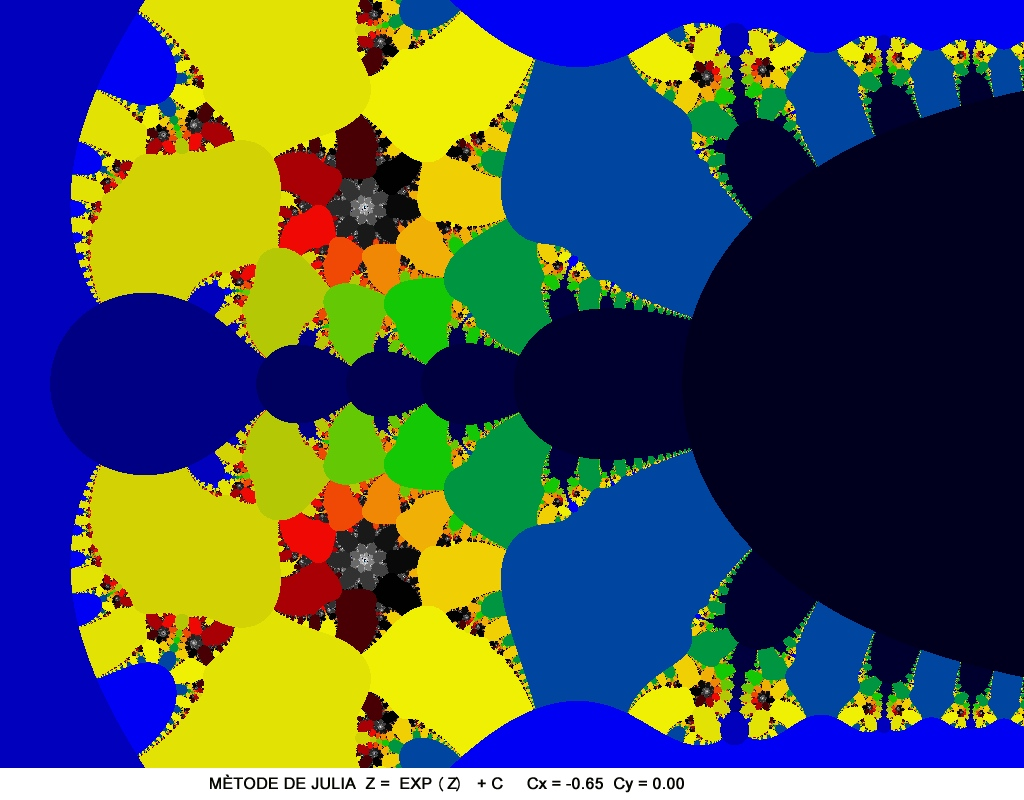
f(z) = exp(z) − 0,65
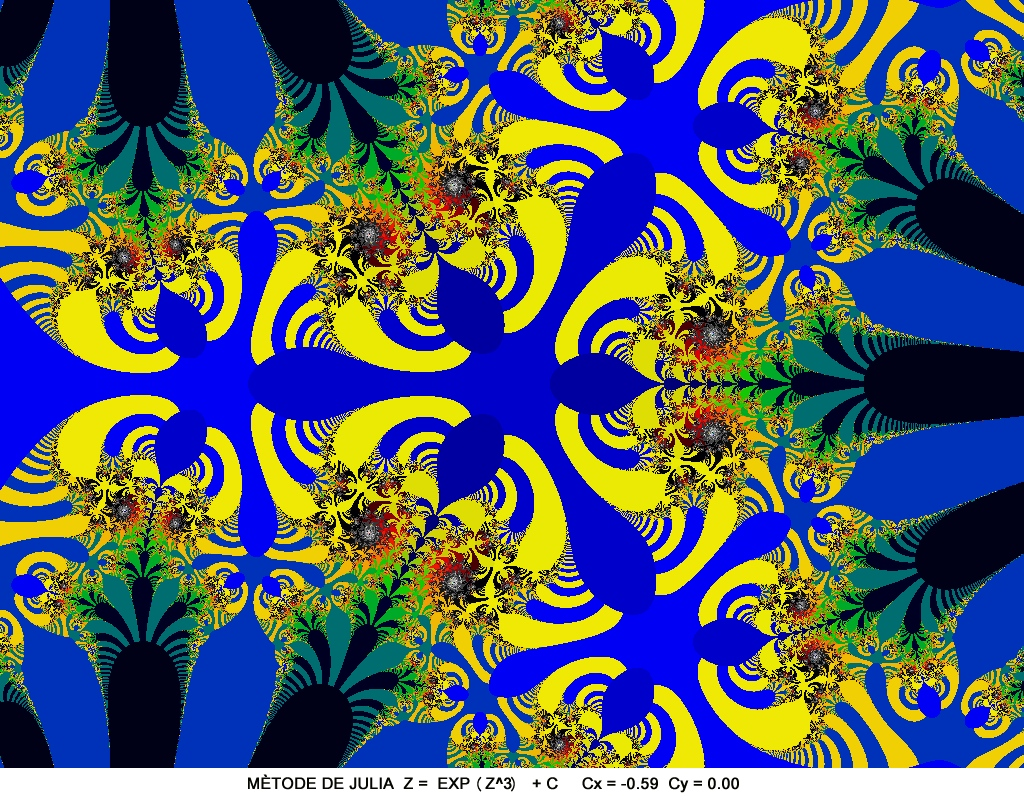
f(z) = exp(z3) − 0,59
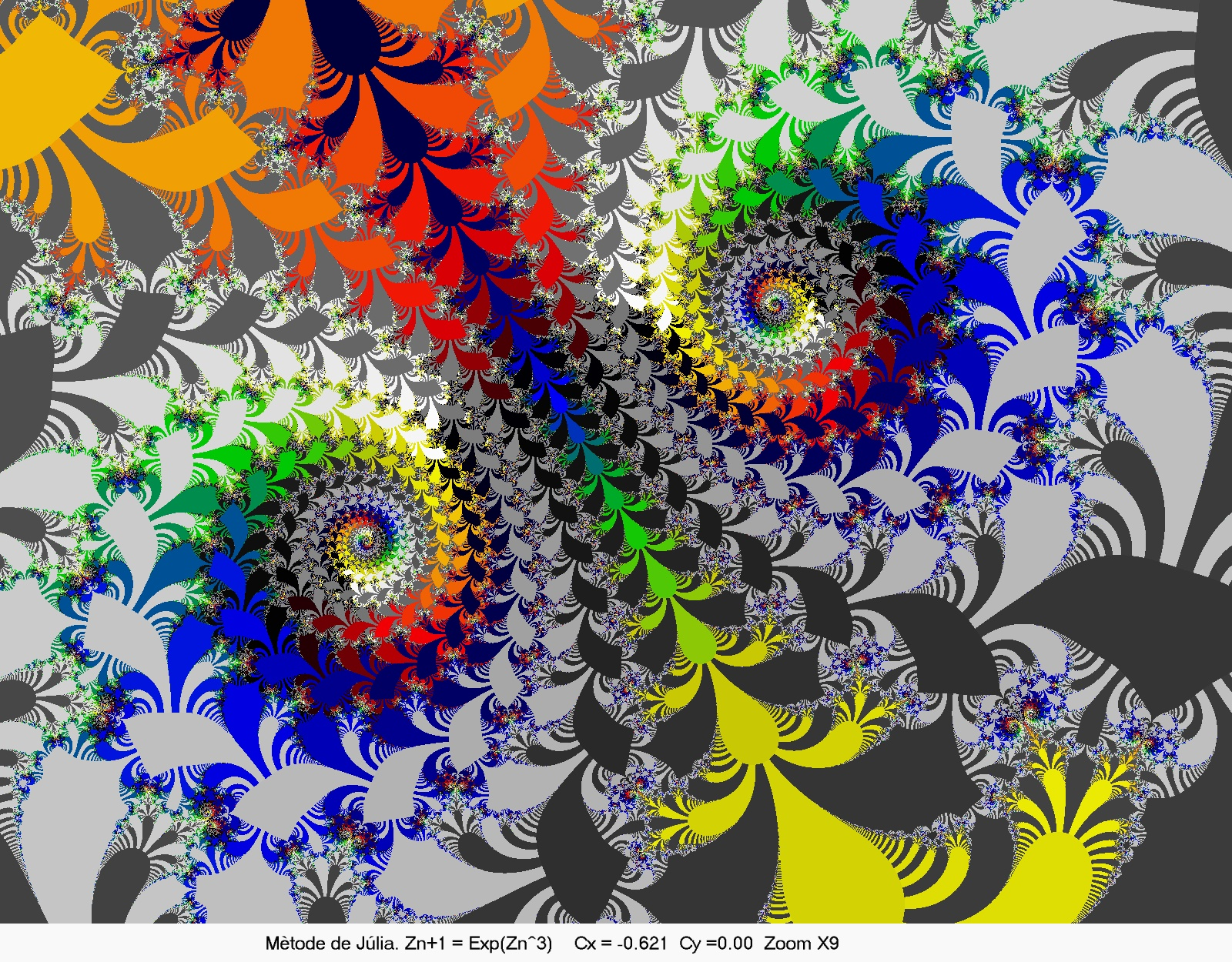
f(z) = exp(z3) − 0,621
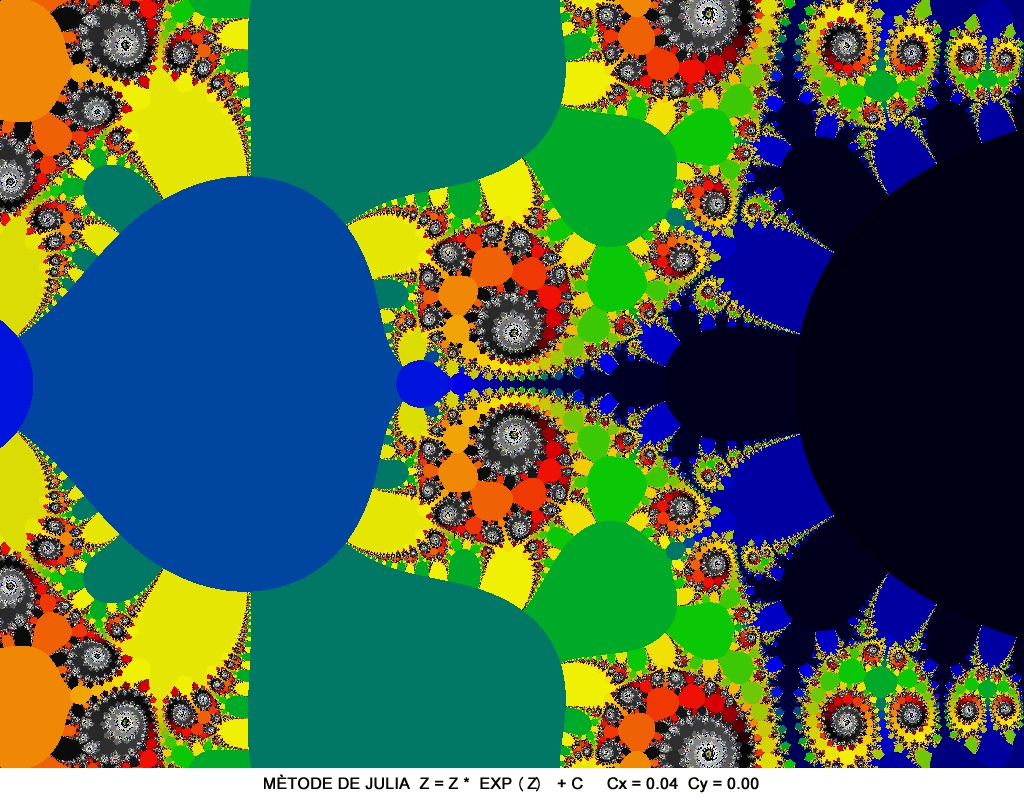
f(z) = z × exp(z) + 0,04
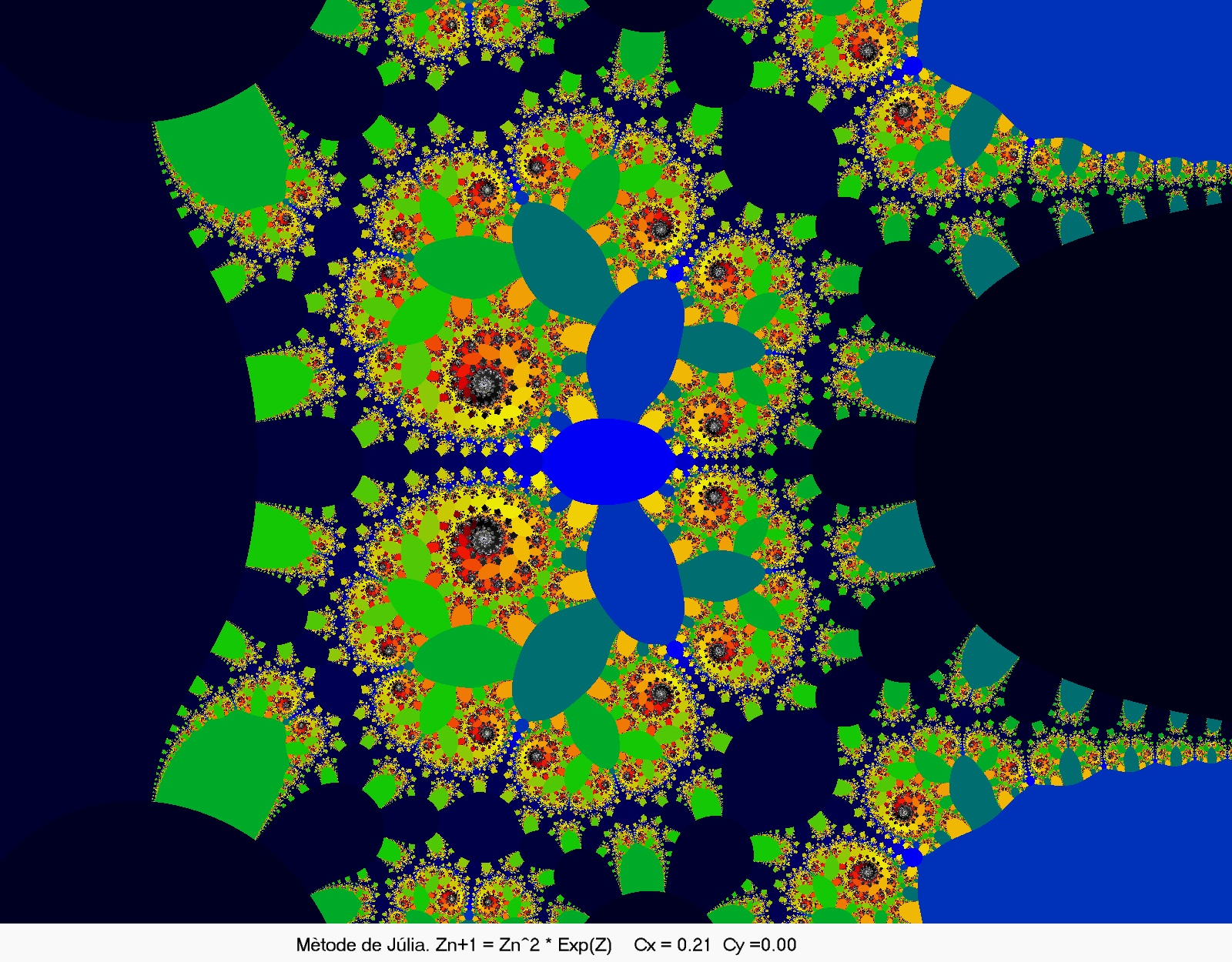
f(z) = z2 × exp(z) + 0,21
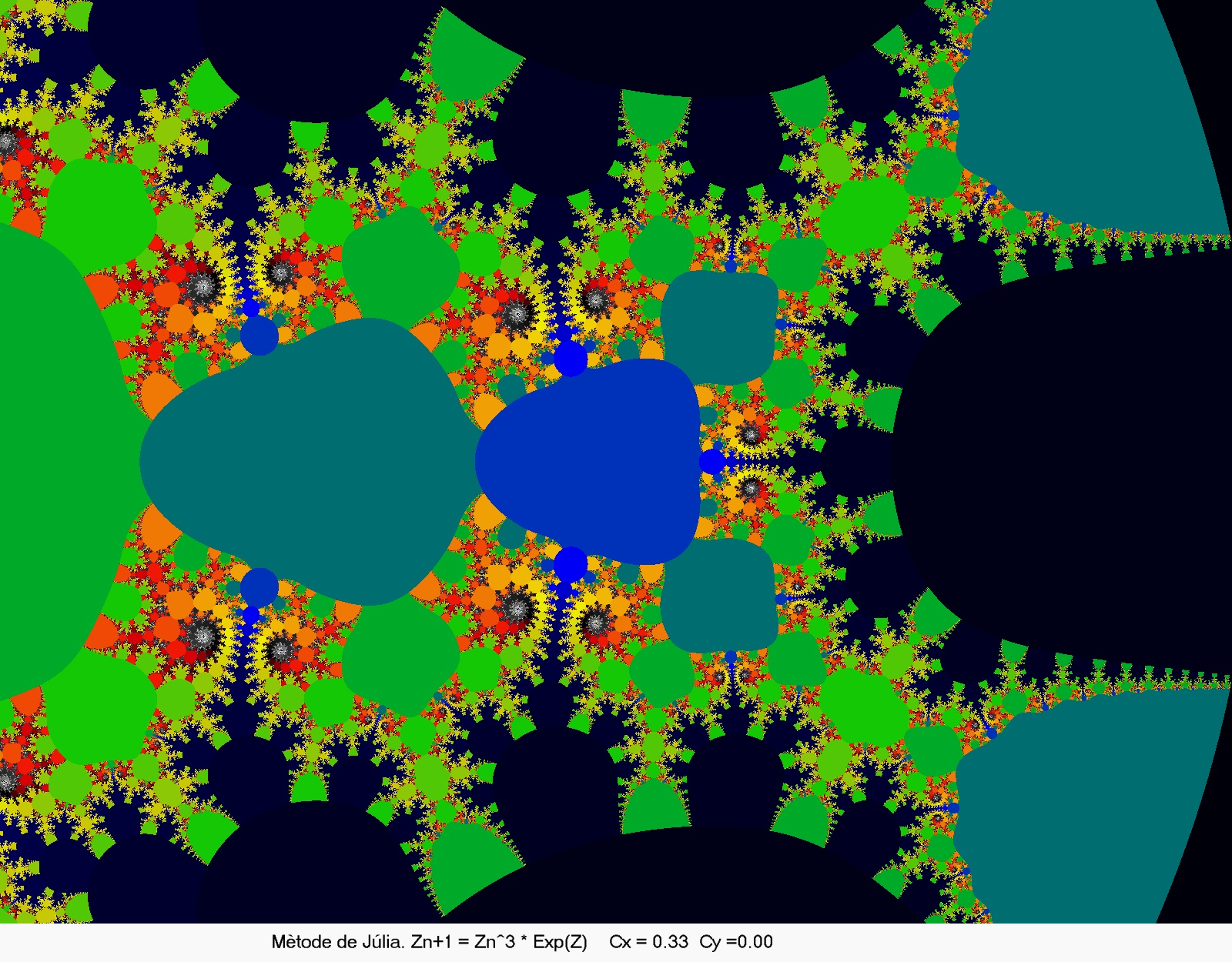
f(z) = z3 × exp(z) + 0,33
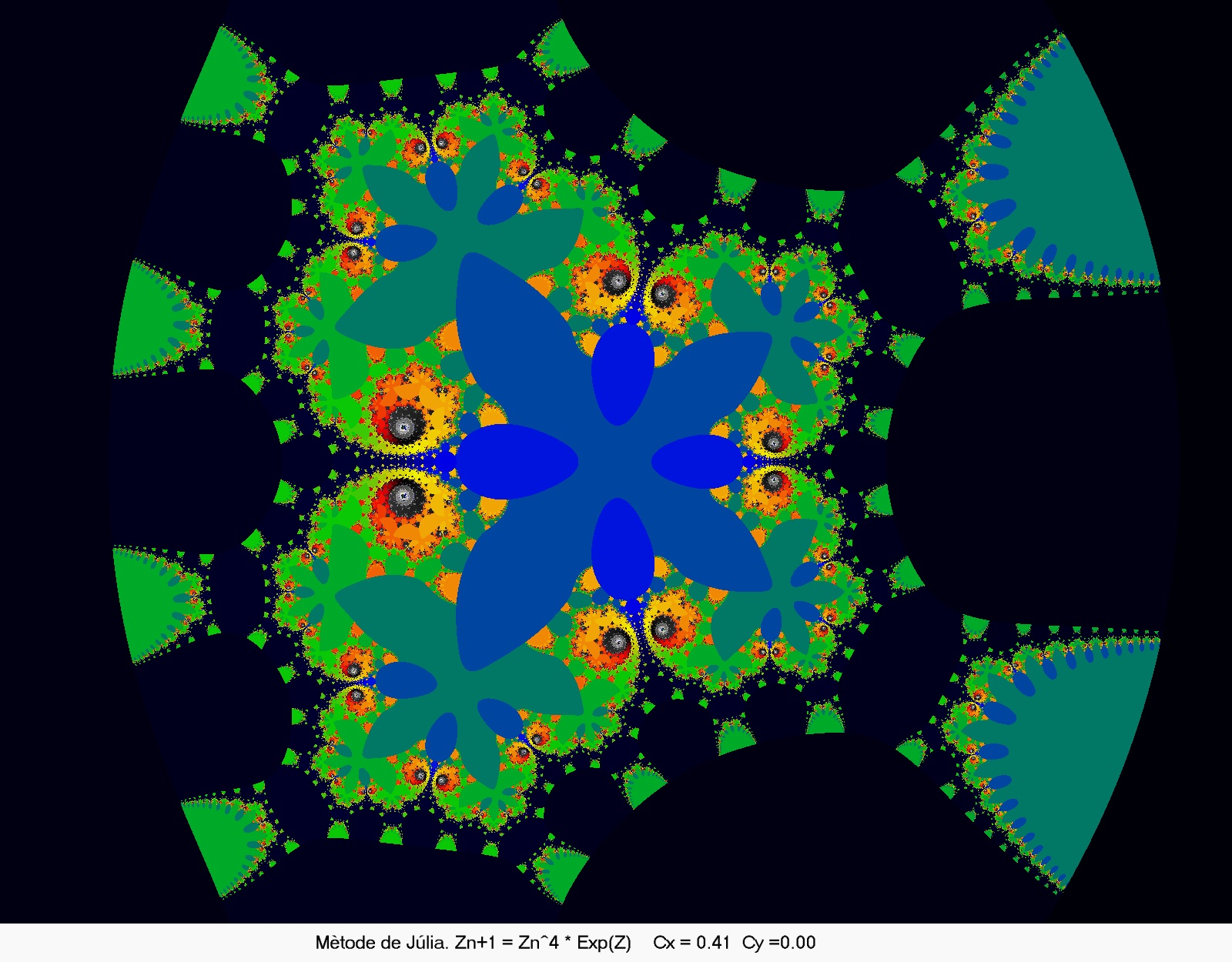
f(z) = z4 × exp(z) + 0,41
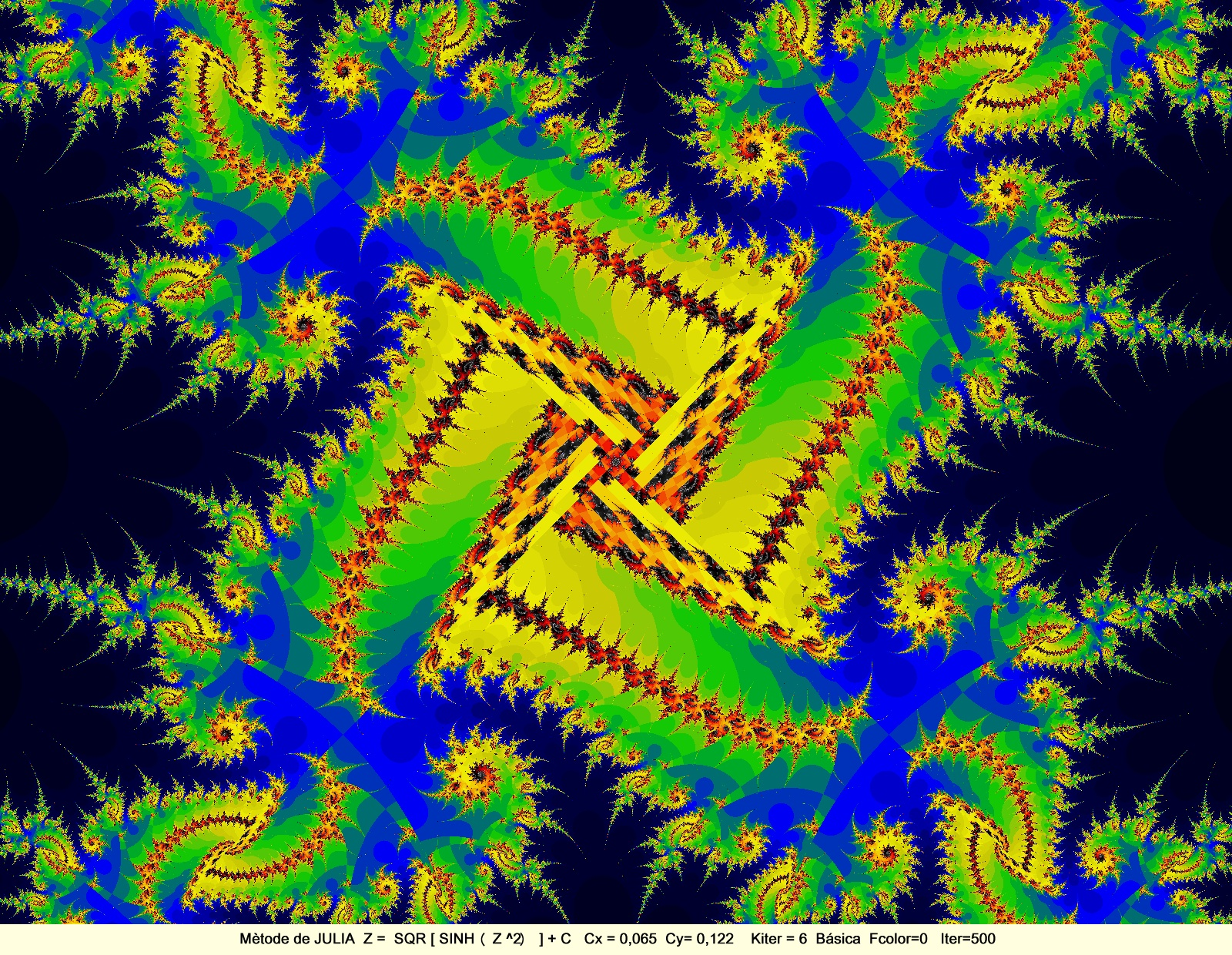
f(z) = √sinh(z2) + (0,065;0,122i)
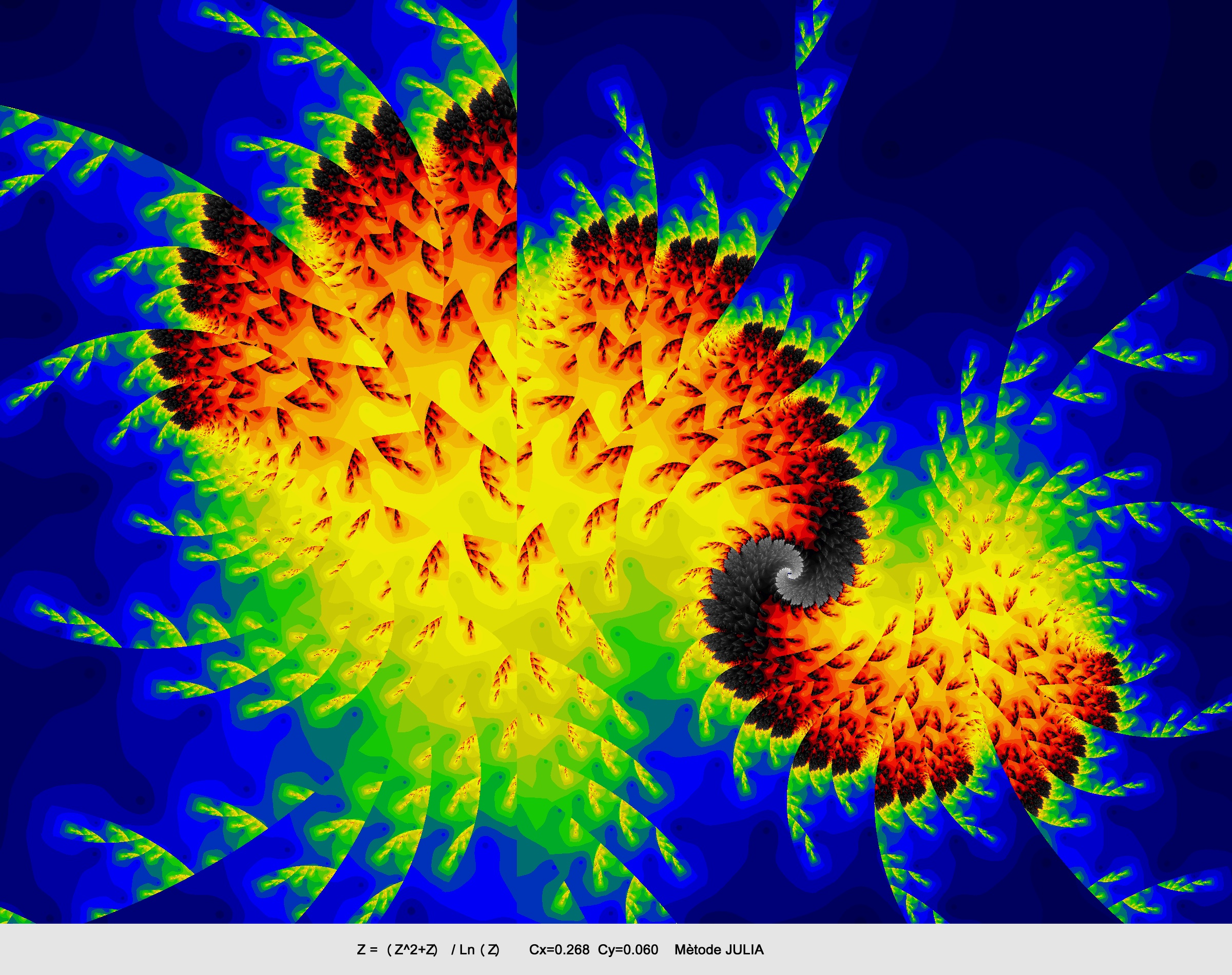
f(z) = [(z2+z)/Ln(z)] +(0,268;0,060i)

- Dit artikel of een eerdere versie ervan is een (gedeeltelijke) vertaling van het artikel Julia set op de Engelstalige Wikipedia, dat onder de licentie Creative Commons Naamsvermelding/Gelijk delen valt. Zie de bewerkingsgeschiedenis aldaar.